# Phyllodactylus heterurus
Espèce
Phyllodactylus heterurus est une espèce de geckos de la famille des Phyllodactylidae.

## Répartition
Cette espèce est endémique du Chili.

## Publication originale
- Werner, 1907 : Sobre algunos lagartos nuevos clasificados i descritos in Bürger, 1907 : Estudios sobre reptiles chilenos. Anales de la Universidad de Chile, vol. 121, p. 149-155.